# 斯普爾火山
61°17′59″N 152°15′05″W / 61.29972°N 152.25139°W

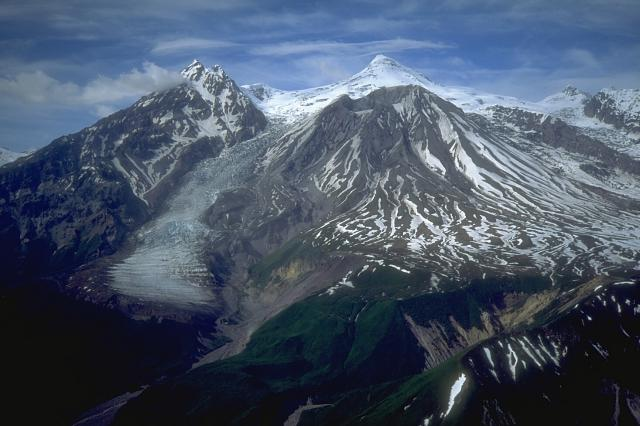

斯普爾火山是美國的火山，由阿拉斯加州負責管轄，屬於托德里洛山脈的一部分，海拔高度3,374米，山體由玄武岩組成，最近一次火山噴發在1992年發生。

## 外部連結
- Volcano World article about Spurr （页面存档备份，存于）
- Mount Spurr Webcam （页面存档备份，存于）